# Poul Enemark
Poul Enemark (født 13. april 1923, død 11. august 2016) var en dansk historiker og lektor emeritus, der særligt beskæftigede sig med dansk studehandel og nordisk politisk historie i senmiddelalderen og renæssancen.
Enemark begyndte sin karriere som ansat på Statsbiblioteket, men blev 1. august 1967 ansat som amanuensis ved Historisk Institut ved Aarhus Universitet. 1972 blev han lektor samme sted og virkede som sådan frem til 1993, hvor han fratrådte (1996-1997 var han dog ekstern lektor ved instituttet). I 1971 blev han dr.phil. med disputatsen Studier i toldregnskabsmateriale i begyndelsen af 16. århundrede, hvor han demonstrerede stor indsigt i det anvendte materiale og sikkert greb om kildekritikken. Emnet blev fulgt til dørs i 2003 med værket Dansk oksehandel 1450-1550, hvor den nu 80-årige historiker gav emnet en grundig behandling, der strakte sig over næsten 1000 sider.

## Forfatterskab
- "Adelig studehandel i 16. århundrede. Kommentar til en rettertingsdom af 1557" i Erhvervshistorisk Årbog VI (1954), s. 7-34
- Studier i toldregnskabsmateriale i begyndelsen af 16. århundrede. Med særligt henblik på dansk okseeksport, bind I-II, Århus 1971 (disputats) ISBN 87-7423-020-4 og ISBN 87-7423-022-0
- Fra Kalmarbrev til Stockholms blodbad. Den nordiske trestatsunions epoke 1397-1521, København 1979 ISBN 87-01-80611-4
- Kriseår 1448-1451. En epoke i nordisk unionshistorie, Akademisk Forlag, København 1981 ISBN 87-500-2035-8
- Dansk oksehandel 1450-1550. Fra efterårsmarkeder til forårsdrivning, bind 1-2, Aarhus Universitetsforlag, Århus 2003 ISBN 87-7288-880-6

### På internettet
- Poul Enemark: "Den økonomiske baggrund for de første oldenborgske kongers udenrigspolitik" (Historie/Jyske Samlinger, Ny række, Bind 4; 1957), s. 1-20
- Poul Enemark: "Om problemer vedrørende friserhandelen" (Historie/Jyske Samlinger, Ny række, Bind 5; 1959) (Webside ikke længere tilgængelig)
- Poul Enemark (anmeldelse af): "H. Wiese & J. Bölts: Rinderhandel und Rinderhaltung im nordwesteuropäischen Küstengebiet vom 15. bis zum 19. Jahrhundert; Stuttgart 1966" (Historie/Jyske Samlinger, Ny række, Bind 7; 1966)
- Poul Enemark: "Christian I og forholdet til Sverige 1448-1454" (Historie/Jyske Samlinger, Ny række, Bind 14; 1981), s. 440-492
- Poul Enemark: "Marseliskonsortiet" (Historie/Jyske Samlinger, Ny række, Bind 17; 1987)
- Poul Enemark (anmeldelse af): "Fra åretold til toldetat" (Historie/Jyske Samlinger, Ny række, Bind 18; 1989)
- Poul Enemark: "Vesteuropa, Lybæk og dansk handel i senmiddelalderen" (Historisk Tidsskrift, 15. række, Bind 6; 1991), s. 363-401
- Poul Enemark: "Christian I's vej til Sveriges trone" (Historie/Jyske Samlinger, Bind 1996; 1996), s. 1-55
- Poul Enemark: "Statsregnskab eller kasserapport?" (Historie/Jyske Samlinger, Bind 2001; 2001)